# Bacău
Bacău (en latin Bacovia, en hongrois Bákó, en allemand Barchau, en polonais Baków, en hébreu בקאו) est une ville du nord-est de la Roumanie, en Moldavie roumaine, sur la rivière Bistrița et au pied  des Carpates orientales. Elle est le chef-lieu du județ de Bacău.

## Histoire

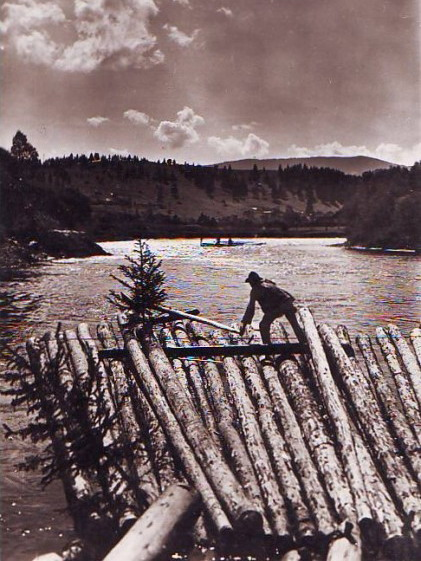
Flottage du bois sur la Bistrița, en 1910.

Ces noms multiples viennent des minorités qui, à côté des Roumains moldaves (130 155 sur 144 307 habitants), ont historiquement habité la ville : Csángós, Allemands, Juifs, Roms, Polonais…
La ville s'est développée au temps de la principauté de Moldavie, à partir du XIVe siècle, comme bourg marchand essentiellement lié à l'élevage de chevaux et de bétail, et à la fabrication d'objets en bois (poutres pour la construction, planches, meubles, chariots, et plus tard traverses de chemin de fer) à partir des billes descendues par flottage depuis les montagnes, sur la Bistrița. Elle s'est ainsi industrialisée dans la seconde moitié du XIXe siècle et au XXe siècle.
Comme toute la Roumanie, Bacău a souffert des régimes dictatoriaux carliste, fasciste et communiste de février 1938 à décembre 1989, mais connaît à nouveau la démocratie et renaît économiquement et culturellement depuis la révolution de 1989 et depuis son entrée dans l’Union européenne en 2007.

## Politique
| Période                                  | Période  | Identité         | Étiquette | Qualité |
| ---------------------------------------- | -------- | ---------------- | --------- | ------- |
| Les données manquantes sont à compléter. |          |                  |           |         |
| 2000                                     | 2004     | Dorel Popa       | PDSR      |         |
| 2004                                     | 2016     | Romeo Stavarache |           |         |
| 2016                                     | 2016     | Ilie Bîrzu       | PNL       |         |
| 2016                                     | En cours | Cosmin Necula    | PSD       |         |

## Démographie

### Ethnie
| Recensement | Roumains | Roumains | Juifs | Juifs   | Hongrois | Hongrois | Allemands | Allemands | Lipovènes | Lipovènes | Polonais | Polonais | Roms  | Roms   | Autres | Autres |
| ----------- | -------- | -------- | ----- | ------- | -------- | -------- | --------- | --------- | --------- | --------- | -------- | -------- | ----- | ------ | ------ | ------ |
| 1930        | 19 461   | 62,50 %  | 9 424 | 30,27 % | 822      | 2,64 %   | 406       | 1,30 %    | 245       | 0,79 %    | 210      | 0,67 %   | 96    | 0,31 % | 474    | 1,52 % |
| 2002        | 173 041  | 98,60 %  | 118   | 0,07 %  | 191      | 0,11 %   | 83        | 0,05 %    | 39        | 0,02 %    | 13       | 0,01 %   | 1 605 | 0,91 % | 410    | 0,23 % |
| 2011        | 130 155  | 90,19 %  | 40    | 0,03 %  | 119      | 0,08 %   | 44        | 0,03 %    | 21        | 0,01 %    | 10       | 0,01 %   | 1 253 | 0,87 % | 12 665 | 8,78 % |

## Sport
Le FCM Bacău évolue dans le championnat de Roumanie de football D2.

## Transport
Au sud du territoire de Bacău, à environ quatre kilomètres du centre-ville, est implanté l'aéroport international Georges-Enesco (code AITA : BCM).

## Enseignement
Elle est le siège de l'université George-Bacovia, fondée en 2002.

## Personnalités nées à Bacău
- Nicolae Vermont (1866-1932), artiste peintre ;
- George Vasiliu (1881-1957), connu sous le nom de plume George Bacovia, poète symboliste ;
- Alexandre Safran (1910-2006), grand-rabbin de Roumanie pendant la Seconde Guerre mondiale puis grand-rabbin de Genève ;
- Solomon Marcus (1925-2016), mathématicien ;
- Viorel Cataramă (1955-), homme d'affaires et personnalité politique ;
- Doina Melinte, (1956-), athlète coureuse de fond et demi-fond, médaillée d'or sur 800 m aux Jeux olympiques de 1984 à Los Angeles ;
- Angela Alupei (1972-), rameuse deux fois médaillée d'or aux Jeux olympiques ;
- Anamaria Vartolomei (1999), actrice franco-roumaine ;
- Felicia Donceanu (1931-2022), peintre roumaine.